# Bieg Fabrykanta
Bieg Fabrykanta – bieg uliczny rozgrywany na dystansie 10 km na terenie Księżego Młyna w Łodzi. Pierwsza edycja odbyła się 10 września 2011 roku i zgromadziła na starcie 217 zawodników. Od 2012 roku bieg rozgrywany jest zawsze w ostatnią sobotę wakacji, a od trzeciej edycji trasa posiada atest PZLA. Organizatorem biegu jest firma inesSport, a współorganizatorem KS Alaska.

## O biegu
Bieg Fabrykanta rozgrywany jest na terenie Księżego Młyna – jednej z najstarszych części Łodzi, a zarazem jednej z najpiękniejszej części oddającej charakter Miasta. Lokalizacja startu i mety przewidziana jest na terenie Łódzkiej Specjalnej Strefy Ekonomicznej, na trasie zawodnicy mogą zobaczyć m.in. Muzeum Kinematografii, Palmiarnię, Familoki, Łódzką Szkołę Filmową, Pałac Karola Scheiblera, Beczki Grohmana – czyli zabytkowe i niepowtarzalne w formie wejście do fabryki oraz przez Park Źródliska. Biegu Fabrykanta to 10 km biegowa lekcja historii po Ziemi Obiecanej znanej z filmu Andrzeja Wajdy, a wytyczona trasa czyni go jedną z najciekawszych imprez biegowych w regionie łódzkim.

## Rekordziści biegu
- Dominika Stelmach – 38:30 uzyskany w 2012 roku
- Krzysztof Pietrzyk – 33:09 uzyskany w 2011 i 2012 roku

## Zwycięzcy
2013.
- Rafał Podziński UKS Orientuś Łódź – 33:14
- Dominika Stelmach PUMA RUNNING TEAM – 39:53
- Klasyfikacja drużynowa: Orientuś Łódź

2012.
- Krzysztof Pietrzyk LKS Koluszki – 33:09
- Dominika Stelmach – Entre.pl – 38:30
- Klasyfikacja drużynowa: Szakale Bałut Łódź

2011.
- Krzysztof Pietrzyk LKS Koluszki – 33:09
- Beata Wojciechowska LKS Koluszki – 42:43
- Klasyfikacja drużynowa: LKS Koluszki